# Anthony R. West
Anthony Roy West FRSE, FRSC, FInstP, FIMMM (21 de janeiro de 1947) é um químico e cientista de materiais britânico e professor de Eletrocerâmica e Química do Estado Sólido no Departamento de Ciência e Engenharia de Materiais da Universidade de Sheffield.

## Pesquisa
A pesquisa de West abrangeu a síntese de novos materiais de óxido, determinação da estrutura cristalina e relações estrutura-propriedade, com foco particular na condução iônica, eletrônica e iônico-eletrônica mista. Isso inclui condutores de íons de lítio, condutores de íons de oxigênio e supercondutores. A sua investigação sobre estes novos materiais abrangeu uma vasta gama de materiais condutores, incluindo Li
3VO
4
-Li
4(Si,Ge)O
4
, soluções sólidas  com alta condutividade de íons de lítio à temperatura ambiente, Ca
12Al
14O
33
, condutor de íons de óxido e muitas pesquisas sobre titanato de bário, como a do dielétrico de alta permissividade
BaTiO3dopado com La. Ele descobriu o primeiro material de cátodo de 5 volts para aplicações de bateria de lítio,Li
2CoMn
3O
8
.
Uma de suas especialidades tem sido o desenvolvimento da técnica de espectroscopia de impedância eletroquímica (ver espectroscopia dielétrica) para caracterização de materiais e medições de propriedades elétricas. Ele desenvolveu a técnica de espectroscopia de impedância e módulo para análise de dados com seu colega de Aberdeen, Malcolm Ingram e o método Almond-West para análise de dados de condutividade CA.

## Promoção da química do estado sólido e dos materiais
O livro de West , Solid State Chemistry and its applications e sua versão condensada "Basic Solid State Chemistry" são textos muito respeitados na área e uma versão atualizada recente do primeiro como uma edição estudantil foi publicada em 2014.
West foi o fundador do periódico RSC Journal of Materials Chemistry em 1991 e da série de conferências "Materials Chemistry" no Reino Unido, organizando a primeira em Aberdeen em 1991.